# E. Jean Carroll
E. Jean Carroll est une journaliste, auteure, scénariste et chroniqueuse américaine née le 12 décembre 1943 à Détroit au Michigan. Elle est principalement connue pour la rubrique Ask E. Jean, qui paraît dans le magazine Elle entre 1993 et 2019.

## Biographie

### Famille
Elizabeth Jean "E. Jean" Carroll est née le 12 décembre 1943 à Detroit, Michigan. Elle s'appelle également "Jeannie". Son père, Thomas F. Carroll, Jr., était un inventeur et sa mère, Betty (née McKinney) Carroll, était une politicienne à la retraite du comté d'Allen,. Elizabeth a été élevé à Fort Wayne, Indiana et a fréquenté l'université de l'Indiana. Pi Beta Phi et pom-pom girl, elle a été couronnée Miss Indiana University en 1963, et en 1964, en tant que représentante de l'université, elle a remporté le titre de Miss Cheerleader USA Elle est apparue dans To Tell The Truth en 1965.
Elizabeth  vit dans le nord de l'État de New York. Elle a vécu dans le Montana avec son premier mari Stephen Byers avant de déménager à New York pour poursuivre une carrière de journaliste. Elle et Byers ont divorcé en 1984. Son deuxième mariage était avec John Johnson un présentateur et artiste. Carroll et Johnson ont divorcé en 1990.

### Carrière
Sa chronique Ask E. Jean est parue dans Elle de 1993 à 2020. Largement lue, elle a été acclamée pour les opinions d'Elizabeth sur le sexe, son insistance sur le fait que les femmes ne devraient jamais structurer leur vie autour des hommes et de sa compassion pour les auteurs de lettres confrontés à des situations de vie difficiles,. Lors de ses débuts, Amy Gross, ancienne rédactrice en chef de Elle, a comparé la chronique à mettre Elizabeth sur un « bronco qui s'oppose », décrivant ses réponses aux lecteurs comme « les acclamations, les cris et les cris d'une femme intrépide qui passe un bon vieux moment. » Le style d'écriture d'Elisabeth, qui intègre souvent de l'humour, a été décrit comme excentrique, effronté,et irrévérencieux.
Elizabeth est renvoyé d'Elle en février 2020 ; elle écrit sur Twitter qu'elle avait été licenciée « parce que Trump a ridiculisé ma réputation, s'est moqué de mon apparence et m'a traîné dans la boue. » Elle a soutenu que la décision de licencier Elisabeth était une décision commerciale sans rapport avec Trump.
En plus d'écrire pour des magazines comme The Atlantic et Vanity Fair, Elizabeth a été rédactrice en chef pour Outside Esquire,New York, et Playboy. Elle a été la première rédactrice en chef de Playboy.
E. Jean Carroll a été nommée parmi les 100 personnes les plus influentes en 2024 par le Times Magazine, dans la catégorie leaders.

### Affaire Trump
Depuis 2019, Elizabeth affirme que Donald Trump, dirigeant de The Trump Organization et 45e président des États-Unis, l'a violée « au printemps 1996 ». En 2019 elle dépose plainte en diffamation parce qu'il avait qualifié de « mensonge complet » ses accusations, mais le chef d'État est protégé par l'immunité. Une loi entrée en vigueur en 2022 permet aux victimes d'agressions sexuelles de relancer leur action au civil pour des faits prescrits au pénal, et elle dépose une nouvelle plainte au civil pour « diffamation » mais aussi « voie de fait » et « agression ». Le procès s'ouvre en avril 2023. Le 9 mai 2023, un jury juge Trump responsable de diffamation et de coups et blessures à son encontre et lui attribue cinq millions de dollars en dommages-intérêts. Le 26 janvier 2024, un deuxième jury convoqué en appel confirme le verdict à l'encontre de Trump et le condamne pour un montant de 83,3 millions de dollars.

## Filmographie

### Scénariste
- 1986-1987 : Saturday Night Live (18 épisodes)
- 1991 : Saturday Night Live: The Best of Robin Williams
- 1998 : Saturday Night Live: The Best of Phil Hartman

### Actrice
- 2004 : Un crime dans la tête : la cinquième journaliste